# ブーゲンヴィル級通報艦
ブーゲンヴィル級通報艦 (フランス語: Aviso colonial Classe Bougainville) は、フランス海軍が第二次世界大戦前に建造した通報艦。本級はフランスが世界中に持っていた植民地（フランス植民地帝国）や保護国を警備するために建造された艦級である。

## 概要
通報艦とは二通りあり、一つは艦隊に付随して敵艦隊の情報を艦隊に通信する艦隊通報艦が主流であったが、その役割は艦隊の前衛たる駆逐艦が担う事となり、もう一つは本国から海外領土や植民地への海路を警備し、現地での権益と治安を保護するための活動を行う植民地通報艦があり、イギリス海軍ではスループがその役割を担っていたがフランス海軍では独自に通報艦 (Aviso) として整備し続けていた。
第一次世界大戦の傷も癒えかけた1927年に、第一次大戦時に建造され老朽化していた「マルヌ(Marne)級通報艦」「アラ(Arras)級通報艦」の代替として新たに建造が議会により承認された。新造艦はワシントン海軍軍縮条約の寸隙を突くようなアイディアが採り入れられていた。基準排水量は軽巡洋艦以下の2,000トン台とし、主砲はイギリス海軍の同種艦よりも強力であるが軽巡洋艦の枠に掛からない13.8cm砲を採用し、船体設計は前級までは商船型の船体設計を採っていたのに対し、本級は軍艦的設計に改めて外洋航行時の安定性と生存性を高めている。
また、機関は小型で燃料消費率の小さいスルザー社製の2サイクルディーゼル機関を採用することにより巡洋艦並みの長距離航続性能を手に入れた。また居住区画の暖房・冷房設備を強化して冬の大西洋から酷暑の赤道直下でも乗員の健康を守る努力は怠らなかった。更に、当時発達の進んでいる航空機に着目して艦体後部に水上機を1機搭載できるようにされた。これにより既存の砲艦を上回る索敵能力を得ており、無線封鎖状態でも艦隊や最寄の基地に情報を送ることが出来るとされた。
本級は1927年度計画で2隻の建造が認められ、1938年度計画までに計10隻の建造が認められたが戦時中にかけて7隻が竣工し、3隻が未竣工であった。本級の設計コンセプトは同世代の海軍に強い影響を与え、イタリア海軍の「エリトリア級植民地警備艦」やポルトガル海軍の「アフォンソ・デ・アルブケルケ級通報艦」やオランダ海軍の「ファン・キンスベルゲン」の設計に本級との近似点を発見できる。

## 艦形について
本級の船体は艦首乾舷の高い短単船首楼型船体で外洋での凌波性の良好なクリッパー・バウ式艦首を持っていた。乾舷の高い艦首から「13.8cm（40口径）速射砲」を防楯の付いた単装砲架で背負い式に2基、その後ろに近代的な箱型の艦橋と三脚式の前部マストが配置された所で船首楼甲板は終了し、甲板は一段分下がるが、舷側部は船首楼甲板から同じ高さでフライング・デッキ（空中甲板）が後部主砲近辺まで伸びており艦上で使えるスペースは広くする工夫が成されていた。
2本煙突の周りは艦載艇置き場となっており、煙突の間にグース・ネック（鴨の首型）式クレーンを片舷1基ずつ計2基により艦載艇は揚収された。2番煙突と後檣の間が水上機置き場となっており、単脚式の後部マストの基部に着いたクレーンにより水上に下ろされて運用されるため、カタパルトは無い。
後部マストの背後に3番主砲が後ろ向きに1基装備される。艦尾甲板には機雷投下用のレールが2条設置され、艦尾より投下される。

## 主砲、その他の備砲
前級までは砲艦と変わらない10cm砲を搭載していたが、本級では軽巡洋艦にも劣らない13.8cm砲を採用しており他国の同種艦を火力で圧倒しており、実際の戦闘でも役立っている。
本級の主砲は前述の通り、新設計の1927年型 13.8cm（40口径）速射砲である。その性能は重量40.6kgの砲弾を最大仰角28度で16,600mまで届かせることが出来、旋回角度は船体首尾線方向を0度として左右150度の広い旋回角度を持っていた。俯仰能力は仰角28度、俯角5度で自由装填式である。発射速度は8～10発である。
その他に対空装備としてオチキス社製の1933年型 37 mm（50口径）機関砲を単装砲架で前部艦橋の左右に1基ずつ、後檣の左右に1基ずつの片舷2基の計4基を配置し、さらに近接防空火器として同じくオチキス1929年型13.2 mm（50口径）機銃を単装砲架で6基装備した。更に、港湾閉鎖や航路封鎖用に機雷50発を搭載した。

## 同型艦
- ブーゲンヴィル (Bougainville)：1929年11月25日起工、1931年4月21日進水[1]
- デュモン・デュルヴィル (Dumont-d'Urville)：1929年11月19日起工、1931年3月21日進水[1]
- サヴォルニアン・ド・ブラザ (Savorgnan-de-Brazza)：1929年12月6日起工、1931年6月18日進水[1]
- ダントルカストー (D'Entrecasteaux)：1930年1月29日起工、1931年6月21日進水[1]
- リゴー・ド・ジュヌイー (Rigault de Genouilly)：1931年7月7日起工、1932年9月18日進水[1]
- アミラル・シャルネ (Amiral Charner)：1931年5月27日起工、1932年10月1日進水[1]
- ディベルヴィル (D'Iberville)：1932年6月13日起工、1934年9月23日進水[1]
- ラ・グランディエール (La Grandière)：1938年2月23日起工、1939年6月22日進水[1]
- ボータン・ボープレ (Beautemps-Beaupré)：1938年5月3日起工、1939年6月20日進水[1]
- ラ・ペルーズ (La Pérouse)：建造中止[1]

## 参考図書
- 「世界の艦船増刊第17集 第2次大戦のフランス軍艦」(海人社)